# Comté de Tippecanoe
Le comté de Tippecanoe (anglais : Tippecanoe County) est un comté de l'État de l'Indiana aux États-Unis.

## Comtés voisins
- Comté de White (au nord)
- Comté de Carroll (au nord-est)
- Comté de Clinton (à l'est)
- Comté de Montgomery (au sud)
- Comté de Fountain (au sud-ouest)
- Comté de Warren (à l'ouest)
- Comté de Benton (au nord-ouest)

## Transports
- Interstate 65
- U.S. Route 52
- U.S. Route 231
- Indiana State Road 25
- Indiana State Road 26
- Indiana State Road 28
- Indiana State Road 38
- Indiana State Road 43

## Villes
- Americus
- Battle Ground
- Buck Creek
- Clarks Hill
- Colburn
- Dayton
- Lafayette
- Monitor
- Montmorenci
- North Crane
- Odell
- Shadeland
- South Raub
- Stockwell
- Taylor
- West Lafayette